# Angolai labdarúgó-szövetség
Az angolai labdarúgó-szövetség (portugálul: Federação Angolana de Futebol, rövidítve FAF) Angola nemzeti labdarúgó-szövetsége. A szövetség szervezi az Angolai labdarúgó-bajnokságot. Működteti a férfi valamint a női labdarúgó-válogatottat.